# Neuensonnenschein
Neuensonnenschein ist eine Ortslage im Norden der bergischen Großstadt Wuppertal.

## Lage und Beschreibung
Die Ortslage liegt im Norden des Wohnquartiers Uellendahl-West im Stadtbezirk Uellendahl-Katernberg auf einer Höhe von 292 m ü. NHN an der Straße Westfalenweg am Abzweig nach Untenrohleder. Der Name Neuensonnenschein ist als eigenständige Bezeichnung für diese Ortslage mehrheitlich nicht mehr im Bewusstsein der Bevölkerung vorhanden, der ursprüngliche Wohnplatz ist in der Wohnbebauung entlang des Westfalenwegs aufgegangen.
Weitere benachbarte Orte sind die Höfe und Ortslagen Webershaus, Untere Sonnenblume, Obenrohleder, An der Roster, Am Gebrannten und die unmittelbar benachbarten Ortslagen Sonnenblume und Sonnenschein. 
In der lokalen Mundart wurde der Ort auch als Beckmannshuus bezeichnet.

## Geschichte
Im 19. Jahrhundert gehörte Neuensonnenschein zu den Außenortschaften der Bauerschaft und der Kirchengemeinde Dönberg in der Bürgermeisterei Hardenberg, die 1935 in Neviges umbenannt wurde. Damit gehörte es von 1816 bis 1861 zum Kreis Elberfeld und ab 1861 zum alten Kreis Mettmann. Der Ort lag damals direkt an der Grenze der Bauerschaft zur Uellendahler Rotte der Oberbürgermeisterei Elberfeld.
Der Ort ist auf der Topographischen Aufnahme der Rheinlande von 1824 und auf der Preußischen Uraufnahme von 1843 unbeschriftet eingezeichnet. Auf Messtischblättern bis Mitte des 20. Jahrhunderts ist der Ort als Neuensonnenschein beschriftet.
Im Gemeindelexikon für die Provinz Rheinland von 1888 werden für Neuensonnenschein ein Wohnhaus mit 14 Einwohnern angegeben.
An Neuensonnenschein verlief ein Kohlenweg von Sprockhövel nach Elberfeld (hier der heutige Westfalenweg), auf dem im ausgehenden 18. Jahrhundert und in der ersten Hälfte des 19. Jahrhunderts Steinkohle von den Zechen im südlichen Ruhrgebiet zu den Fabriken im Wuppertal transportiert wurde, das in dieser Zeit das industrielle Herz der Region war.
Mit der Kommunalreform von 1929 wurde der südliche Teil Dönbergs von Neviges abgespalten und mit weiteren, außerhalb von Dönberg liegenden Nevigeser Ortschaften in die neu gegründete Stadt Wuppertal eingemeindet, so auch Neuensonnenschein. Nördlich von Neuensonnenschein verlief bis 1975 die Stadtgrenze zwischen Wuppertal und Neviges, unmittelbar südlich davon bis 1929 die von Neviges zu Elberfeld. Durch die nordrhein-westfälische Gebietsreform kam Neviges mit Beginn des Jahres 1975 zur Stadt Velbert und das restliche Dönberg wurde ebenfalls in Wuppertal eingemeindet. Dadurch verlor Neuensonnenschein seine Grenzlage.